# 유영선과 커넥션
유영선과 커넥션(Yoo Young-Sun & The Connexion)은 대한민국의 크로스오버 뮤직 그룹(Crossover Music Group)이다. 결성 당시 전문적인 레코딩 뮤지션(Recording Musician)들로 구성되었으며, 록과 재즈를 바탕으로 한 크로스오버 뮤직 및 프로그레시브 뮤직(아트 록 뮤직)을 주로 연주하였다. 1996년 SBS 남자대탐험 OST '아름다운 세상을 찾아서', '비워낼 수 없는 슬픔'의 히트 이후 드라마 음악 위주로 활동하고 있다.

## 요약
'유영선과 커넥션'의 리드 기타리스트/작곡 담당인 '유영선'(劉泳宣/劉永宣)은 서울 종로구 돈의동 55번지에서 태어났으며, 대한민국의 작곡가·편곡가·연주가·음악감독으로 활동하고 있고, 2010년부터 드라마 OST 작곡가로서 중국에 진출하여 활동 영역을 넓히고 있다.
'유영선'은 1977년 제1회 MBC 서울가요제를 통해 보컬 그룹 'AMBITION'(방송명 다섯네)의 참가곡인 영원한 사랑의 작사·작곡 및 기타리스트로 대중음악계에 데뷔하였고, 1983년부터 레코딩 뮤지션(Guitarist), 편곡가, 작곡가, 작사가로 본격적인 음악 활동을 시작하였다.
'유영선'이 리더로서 팀의 결성을 주도하여 활동한 Rock Group은 오리엔탈 쇼크(Oriental Shock) 및 유영선과 커넥션이며, 1986년부터 1988년까지는 '조용필과 위대한 탄생'(이호준 Piano, 김희현 Drum, 송홍섭 Bass, 유영선 Guitar)의 Guitarist로 활약하면서 미국 일본 순회공연, Pax Musica 87 등 많은 국내외 공연 및 방송 활동과 함께 '조용필 9집'(1987) 앨범에 작곡가 겸 Guitarist로 참여하였다. 1989년에 작곡가 '유영선'은 가수 '양수경'과 함께 일본 동경가요제에 참가하여 양수경이 '특별상'을 수상하였으며, 1990년에는 '유영선과 커넥션'이 대한민국 대표로 일본 동경가요제에 참가하여 - Progressive Rock Ballad -'The Meaning of the Sky'(하늘의 의미 / 2집 수록곡 ''너의 의미')를 연주하여 '동경가요제' 참가자들 및 주최 측 관계자들로부터 극찬을 받았다.

## 구성원
'유영선과 커넥션'은 1988년 후반에 결성되었으며, 작·편곡가 '유영선'의 독창적인 녹음 활동에 적합한 레코딩 세션 뮤지션들로 조직되었고,
'예당엔터테인먼트'(당시 예당기획)의 '변대윤' 대표가 총체적인 매니지먼트를 담당하였다.
'유영선과 커넥션'은 유영선(Guitar), 문영배(Drum), 이시우(Piano), 김성균(Bass), 최경식(Keyboard), 조진호(Vocal) 등으로 구성되었다가,
'유영선과 커넥션 1집' 앨범을 녹음하던 중 '김성균' 및 '최경식'이 탈퇴하고 '유영선'이 Guitar, Keyboard, Bass를 연주하여 녹음하였다.
1990년 '동경가요제' 참가 및 미국 뉴욕 공연 후 '유영선과 커넥션 2집' 녹음 중 드러머 '문영배' 및 보컬리스트 '조진호'가 탈퇴하였으며,
'유영선'은 이시우(Piano), 신동우(Keyboard), 신현권(Bass), 배수연(Drum), 강윤기(Drum), 신정식(Vocal)과 함께 '2집' 앨범을 녹음하였다.
1990년에 대한민국을 대표하여 일본 동경가요제(Tokyo Music Festival)에 참가했던 '유영선과 커넥션'의 멤버는 아래와 같다.
유영선(Guitar), 문영배(Drum), 신현권(Bass), 이시우(Piano), 신동우(Keyboard), 조진호(Vocal)

## 디스코그래피
<'Oriental Shock'>
- 트랙 목록

01. 나비 Butterfly – Oriental Shock 03:24
02. 그대는 장미처럼 Just like a rose – Oriental Shock 04:00
03. 새벽길 Road at Dawn (Inst.) – Oriental Shock 04:34
04. 작은 천사 Little Angel – Oriental Shock 04:20
05. 서로를 사랑해요 Let's love each other – Oriental Shock 04:00
06. 여름밤 Summer Nights (Inst.) – Oriental Shock 01:30
07. 몽상 Daydreaming – Oriental Shock 04:40
08. 사랑인가 봐 It is love – Oriental Shock 03:25
09. 수평선 너머 Over The Horizon (Inst.) – Oriental Shock 03:12
10. 여행 [飛上] Fly High (Inst.) – Oriental Shock 03:20
11. 그녀는 아니라 했는데 Broken Reed – Oriental Shock 04:20
12. 시작과 끝 Alpha and Omega (Inst.) – Oriental Shock 00:56
<'유영선과 커넥션 Overture' - 1집>
- 트랙 목록

01. Overture (Instrumental) – 유영선과 커넥션 01:11
02. 슬픔은 사라지고 Feat. 유영선 – 유영선과 커넥션 04:02
03. 외로운 날의 시작 Feat. 조진호 – 유영선과 커넥션 03:02
04. 사라진 미소 Feat. 유영선 – 유영선과 커넥션 05:20
05. 꿈을 찾아서 Feat. 유영선 – 유영선과 커넥션 04:09
06. 꿈꾸는 시간 Feat. 조진호 - 유영선과 커넥션 03:55
07. 날이 새도록 Feat. 이시우 – 유영선과 커넥션 04:42
08. 예감했던 그날 Feat. 조진호 – 유영선과 커넥션 03:28
09. 사랑했다는 기억 때문에 Feat. 조진호 - 유영선과 커넥션 03:09
10. 새벽길 (Instrumental) – 유영선과 커넥션 03:39
<'유영선과 커넥션 SHA' - 2집>
- 트랙 목록

01. 샤 SHA (Instrumental) – 유영선과 커넥션 03:14
02. ROSA feat. 신정식 – 유영선과 커넥션 03:35
03. 잃어버린 날들의 꿈 feat. 신정식 – 유영선과 커넥션 05:10
04. 통로 feat. 유영선, 조진호 – 유영선과 커넥션 03:43
05. 밤처럼 걷는 여자 feat. 이시우 – 유영선과 커넥션 03:23
06. 너의 의미 feat. 신정식 - 유영선과 커넥션 04:27
07. 인생 (아름다운 세상을 찾아) feat. 유영선 – 유영선과 커넥션 03:54
08. 소녀 feat. 이시우, 신동우 – 유영선과 커넥션 03:08
09. 샤 SHA feat. 유영선 - 유영선과 커넥션 03:14
10. 새벽 향기 (Instrumental) – 유영선과 커넥션 04:24
<'유영선 日記 (일기)'>
- 트랙 목록

01. A Dialogue of Self and Soul (Instrumental) – 유영선 04:59
02. 또 다른 내일을 찾아 – 유영선 04:21
03. 사랑했어 – 유영선 03:26
04. STRANGER feat. 정일영(뱅크) – 유영선 03:25
05. 새벽을 맞으며 – 유영선 04:46
06. 빙황 feat. 정일영(뱅크) – 유영선 03:21
07. 멀어진 네 모습 – 유영선 04:19
08. EVENING – 유영선 03:40

## 작곡 & 녹음 / K-Pop
- <구창모 - 그대 곁에 잠들고 싶어, 오늘밤 그 인사, 첫사랑의 여인>* <김완선 & 알란탐 - My Love>* <김종찬 - 떠나는 길목에서>* <김태형 - 흠뻑 취하고 싶어>* <김혜림 - D.D.D>* <나미 - 변신, 내 눈에 비친 그대>* <도시아이들 - 불새>* <소방차 - 통화중>* <수와진 - 파초>* <심신 - 오직 하나뿐인 그대>* <알란탐(Alan Tam) - Nothing can hurt me>* <양수경 - 우리 두 사람(Tokyo Music Festival 참가곡), 가까이 갈 수 없는 그대, 창가의 두 그림자, 언젠가 어느 날이던가, 그대의 의미>* <유열 - 가을비>* <유영선과 커넥션 - 슬픔은사라지고, 아름다운 세상을 찾아서, 비워 낼 수 없는 슬픔, 하늘의 의미(Tokyo Music Festival 참가곡)>* <이덕진 - 기다릴 줄 아는 지혜>* <이상원 - 탄생, 그림자 벏기>* <이지연 - 내 마음 나도 몰라>* <이택림 - 백마주점>* <장혜리 - 묻혀버린 이야기>* <전영록 - 바람에 실려간 사랑, 그대 우나 봐, 아직도 밤은 오질 않아>* <전유나 - 변신>* <전일식 - 널 기다리며>* <조용필 - 청춘시대, 이별 뒤의 사랑, 돍곧돈는*인생개구리 - 내부 수리 중>* <최성수 - 내 너를 부르면>* <최연제 - 기억 속에 사라진 너>

## 편곡 & 녹음 / K-Pop
- <고한우 - 네가 보고파지면>
- <길은정 - 떠나는 이에게, 그런 이별인 줄 알면서>
- <김동후 - 널 사랑하는 이유>
- <김원중 - 바위섬>
- <김장수 - 왕이 될 거야>
- <김학래 - 사랑하면 안 되나, 사랑했었다>
- <김형룡 - 외출, 외로운 밤>
- <김혜림 - 사랑을 할 줄 몰라, 만날 수 없는 사람>
- <높은음자리 - 새벽새, 바다로 온 님>
- <도시아이들 - 텔레파시, 음악도시>
- <마로니에 - 동숭로에서, 칵테일 사랑>
- <민해경 - 존대말을 써야 할지 반말로 얘기해야 할지>
- <바람꽃 - 바람꽃>
- <박강성 - 장난감 병정>
- <박선주 - 귀로>
- <박혜성 - 사랑친구>
- <배따라기 - 당신의 창가에, 작은 수선화, 희에게>
- <베이지 - 바보라서>
- <손지예 - 우리 사이>
- <수와진 - 새벽 아침>
- <신계행 - 안개 걷히는 날>
- <신윤미 - 새장을 열고, 귀로>
- <신현 - 담벼락에 기대어 쓴 편지>
- <신효범 - 그대만이라면>
- <심수봉 - 백만송이 장미>
- <심신 - 찰리 채플린>
- <양수경 - 바라볼 수 없는 그대, 당신은 어디 있나요, 이별의 끝은 어디인가요>
- <양홍섭 - 친구야>

## Composition & Music Production / O.S.T
- 'SBS': 아내의 유혹(용서 못해, 못된 바램), 내 마음 반짝반짝, 게임의 여왕, 지금은 연애중, 태양의 남쪽, 인간시장, 모델, 남자대탐험(아름다운 세상을 찾아서, 비워낼 수 없는 슬픔), 승부사, 러브스토리, 여자만세, 해빙, 여자, 줄리엣의 남자, 내 사랑 못난이, 팝콘, 여인천하, 완벽한 이웃을 만나는 법,
- 'MBC': 애드버킷, 국희, 귀여운 여인, 얼마나 좋길래, 다모, 선희진희, 상도, 비밀, 남자의 향기,
- 'KBS': 쿨, 보디가드, 동양극장, 순정 외 다수
- '후난TV (湖南卫视)':  회가적유혹 OST (片头曲、插曲) 作曲 & 演奏
- '동방TV (东方卫视)': 전민공주 OST (片头曲、插曲) 作曲 & 演奏
- '동방TV (东方卫视)': 杜拉拉之似水年华 OST (片头曲、插曲) 作曲 & 演奏